# Grand Traité d’instrumentation et d’orchestration modernes

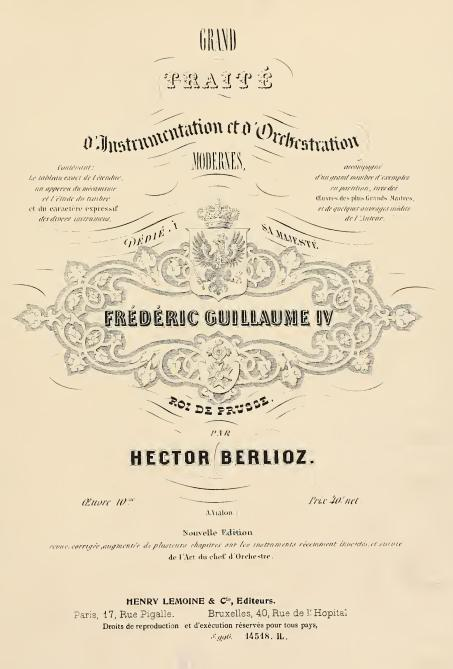
Frontispiz der Ausgabe von 1855

Grand Traité d’Instrumentation et d’Orchestration modernes (französisch für Große Abhandlung moderner Instrumentation und Orchestrierung) ist eine Abhandlung des französischen Komponisten Hector Berlioz (1803–1869). Diese Instrumentationslehre erschien erstmals 1844 bei Henry Lemoine. Auf Vorschlag von Alexander von Humboldt, den Berlioz im Dezember 1842 in Paris kennengelernt hatte, widmete der Verfasser sein Werk dem preußischen König Friedrich Wilhelm IV. Es erlebte einen unmittelbaren Erfolg und wurde zu Lebzeiten des Verfassers auf italienisch (übersetzt von Alberto Mazzucato), englisch, spanisch und deutsch (in zwei unterschiedlichen Fassungen, von Schlesinger in Berlin, übersetzt von Johann Christoph Grünbaum, und Breitkopf & Härtel in Leipzig) übersetzt. 1855 erschien eine zweite Auflage, die um Angaben zum Orchester-Dirigat erweitert wurde. Im deutschen Sprachraum ist das Werk in der Bearbeitung von Richard Strauss bekannt geworden, der 1905 eine Fassung unter dem Titel Instrumentationslehre veröffentlichte. Hector Berlioz selbst hielt die Abhandlung für so bedeutend, dass er sie in seinem 1852 publizierten Werkverzeichnis als Opus 10 bezeichnete. Das Buch enthält zahlreiche Beispiele von klassischen Partituren, mit Werken von Mozart (Don Giovanni, Die Zauberflöte, Ave verum), Beethoven (5. Klavierkonzert und Sinfonien Nr. 3–9), Gluck (Iphigénie en Tauride, Orfeo ed Euridice), Weber (Der Freischütz, Oberon), Spontini (La vestale), Méhul, Rossini (Wilhelm Tell), Meyerbeer (Die Hugenotten, Robert der Teufel), Halévy (La Juive), Wagner und Berlioz selbst: Benvenuto Cellini, La damnation de Faust, Les Troyens, L’enfance du Christ, Harold en Italie, Lélio ou Le retour à la vie, Symphonie fantastique, Te Deum, Requiem.

## Aufbau
Die zweite, erweiterte Auflage von 1855 enthält nach einer Einführung 67 nach Instrumentengruppen geordnete Kapitel:
Einführung
1. Instrumentenfamilien
Streicher
2.  Violine

3.  Viola

4.  Viola d’amore

5.  Violoncello

6.  Kontrabass
Zupfinstrumente
7.  Harfe

8.  Gitarre

9.  Mandoline
Tasteninstrument
10. Klavier
Bläser
11. Transponierende und nicht transponierende Instrumente
Rohrblattinstrumente
12. Oboe

13. Englischhorn

14. Fagott

15. Tenorfagott

16. Kontrafagott

17. Klarinetten

18. Altklarinette

19. Bassklarinette

20. Bassetthorn

21. Perfektionierung der Klarinetten
Holzbläser ohne Rohrblätter
22. Querflöte

23. Piccoloflöte
Blasinstrument mit Tasten
24. Orgel
Blechbläser
25. Horn

26. Horn mit drei Ventilen

27. Trompete

28. Kornett

29. Posaune

30. Altposaune

31. Flügelhorn

32. Chromatisches Flügelhorn

33. Flügelhorn mit Ventilen

34. Bass-Ophikleide

35. Alt-Ophikleide

36. Kontrabass-Ophikleide

37. Bombardon

38. Basstuba
Holzbläser mit Mundstück
39. Serpent

40. Bass-Serpent (basson russe)
Stimmlagen
41. Sopran, Alt, Tenor, Bass
Schlagzeug
42. Instrumente mit festgelegter bzw. nicht festgelegter Tonhöhe

43. Pauken

44. Glocken

45. Jeu de timbre

46. Glockenspiel

47. Glasharmonika

48. Crotales

49. Große Trommel

50. Becken

51. Tamtam

52. Rahmentrommel

53. Tamburin

54. Kleine Trommel

55. Triangel

56. Schellenbaum
Neue Instrumente
57. Einführung

58. Saxophon

59. Saxhorn

60. Saxtromba

61. Saxtuba

62. Konzertina

63. Melodium-Orgel

64. Liszt-Orgel

65. Oktobass
66. Orchester
67. Der Dirigent: Theorie seiner Kunst

## Bedeutung
Das Werk behandelt Tonumfang und Klangfarben der in der Mitte des 19. Jahrhunderts aktuellen Orchester-Instrumente. Dazu schreibt der Verfasser am Schluss von Kapitel 56:

„Unser Werk bezweckt nur die Bekanntschaft mit den in der heutigen Musik gebräuchlichen Instrumenten zu vermitteln und die Gesetze anzugeben, nach denen dieselben harmonisch zu vereinigen, oder zu wirksamen Kontrasten zu verwenden sind, mit Berücksichtigung der Ausdrucksfähigkeit und des eigentümlichen Charakters eines jeden von ihnen.“

Dass er die Entdeckung solcher Gesetze für keine leichte Sache gehalten hat, geht aus dem Schlusssatz der Einleitung hervor:

„Viel Zeit ist nötig, um die Weltenmeere der Musik aufzufinden, noch viel mehr aber, sie befahren zu lernen.“

Im ersten Kapitel seines Grand Traité zieht Berlioz die Grenze zwischen Erlernbarem und Unerlernbarem und behandelt demgemäß die Instrumentationslehre als eine überkommene, Erfahrungen vermittelnde Handwerkslehre, während er die eigentliche Kunst der Instrumentation als der schöpferischen Eingebung zugehörig betrachtet; diese Kunst ist für ihn ein kompositorischer Vorgang. Die Beherrschung der Instrumentationstechnik ist an zwei Voraussetzungen gebunden: einerseits an die Fähigkeit einer inneren Klangvorstellung (Klangfantasie), die bei schöpferischen Künstlern eigene und neue Wege geht; andererseits an die genaue Kenntnis der Instrumente und ihrer klanglichen Möglichkeiten im solistischen wie im kombinierten Zusammenspiel.
Zu den Komponisten, die sich mit Berlioz’ Instrumentationslehre auseinandergesetzt haben, gehören neben R. Strauss insbesondere Rimski-Korsakow sowie die weiteren Vertreter der Gruppe der Fünf, Widor, Gevaert, Paul Dukas, Leoš Janáček, Edvard Grieg, Frederick Delius, Georges Bizet und Gustav Mahler, der die Stereofonie in Berlioz’ Orchesterwerken im Schlusssatz seiner 2. Sinfonie aufnimmt.
Camille Saint-Saëns kommentiert das Werk wie folgt:

„Dieser Traité d’Instrumentation ist ein höchst paradoxes Werk. Er beginnt mit einem Vorwort von etlichen Zeilen ohne Bezug zum Thema, in dem der Autor Front macht gegen Musiker, die mit Modulationen Missbrauch treiben und deren Vorliebe für Dissonanzen dem Geschmack entspricht, den gewisse Tiere an salzigen Pflanzen und dornigen Sträuchern haben. Dann wendet er sich den Orchesterinstrumenten zu und mischt unter gediegenste Wahrheiten und kostbaren Rat befremdliche Behauptungen.[...]
In seiner Abhandlung ist Berlioz wie in seiner Instrumentierung bei allen Wunderlichkeiten einfach fabelhaft. Ihm verdankt meine Generation ihre Schulung, und zwar, wie ich zu sagen wage, eine gute. Berlioz besaß die unschätzbare Gabe, die Phantasie zu entzünden und die Liebe zu der Kunst zu wecken, in der er unterwies.[...] Diese scheinbar überflüssigen Notenbeispiele brachten einen zum Träumen, sie öffneten die Tür zu einer neuen Welt, zu einem weiten und faszinierenden Blick in die Zukunft, aufs Gelobte Land.“

## Ausgaben
- Hector Berlioz: Grand traité d'instrumentation et d'orchestration modernes. Hrsg.: Peter Bloom. Bärenreiter, Kassel 2003, ISBN 978-3-7618-1586-1.